# 九江街道
九江街道，是中华人民共和国四川省成都市双流区下辖的一个乡镇级行政单位，2012年撤镇改街道。

## 行政区划
九江街道下辖以下地区：
邹家场社区、通江社区、马家寺社区、金岛社区、大井社区、泉水凼社区、万家社区、蛟龙社区、石井社区、龙池社区和石牛村。